# Liste der Kulturdenkmale in Biescas
In der Liste der Kulturdenkmale in Biescas sind alle neun Kulturdenkmale (Bien de Interés Cultural) der spanischen Gemeinde (Municipio) Biescas aufgeführt.

## Liste
| Bild                    | Bezeichnung             | Lage               | Beschreibung                            | Bauzeit             | Eingetragen seit | Denkmal- nummer |
| ----------------------- | ----------------------- | ------------------ | --------------------------------------- | ------------------- | ---------------- | --------------- |
| San Juan                | San Juan                | Busa Karte         | Kirche                                  | 11. Jahrhundert     | 20. Februar 2004 |                 |
| Santa Eulalia           | Santa Eulalia           | Susín              | Kirche                                  | 10./11. Jahrhundert | 20. Februar 2004 |                 |
| San Bartolomé           | San Bartolomé           | Gavín Karte        | Kirche                                  | 11. Jahrhundert     | 20. Februar 2004 |                 |
| San Martín              | San Martín              | Oliván (Huesca)    | Kirche                                  | 10. Jahrhundert     | 20. Februar 2004 |                 |
| Santa Eulalia           | Santa Eulalia           | Orós Bajo          | Kirche                                  | 11. Jahrhundert     | 20. Februar 2004 |                 |
| Monasterio de San Pelay | Monasterio de San Pelay | Gavín              | Reste des ehemaligen Klosters San Pelay | 11. Jahrhundert     | 20. Februar 2004 |                 |
| Castillo de Escuer      | Castillo de Escuer      | Escuer             | Burgruine                               | 15. Jahrhundert     | 20. Februar 2004 |                 |
|                         | Túmulos del Ibón        | Piedrafita de Jaca |                                         |                     |                  |                 |
| Fuerte de Santa Elena   | Fuerte de Santa Elena   | Biescas            | Grenzfeste                              | 16. Jahrhundert     |                  |                 |